# Kerkhof van Loonbeek
Het Kerkhof van Loonbeek is een gemeentelijke begraafplaats in het Belgische dorp Loonbeek, een deelgemeente van Huldenberg. Het kerkhof ligt rond de Sint-Antoniuskerk in het centrum van het dorp. Op het kerkhof liggen enkele oudere grafzerken maar er worden geen bijzettingen meer gedaan. Er is een gemeentelijke begraafplaats iets verderop.

## Brits oorlogsgraf
Aan de noordelijke zijde van de kerk ligt het graf van de Britse soldaat Albert Topp. Hij sneuvelde op 1 juni 1940. Zijn graf wordt onderhouden door de Commonwealth War Graves Commission en staat er geregistreerd als Loonbeek Churchyard.